# Bataille de Cadix (1640)
Guerre de Trente Ans
Batailles
La bataille de Cadix est livrée les 22 et 23 juillet 1640, au large de la ville de Cadix, en Espagne, pendant la guerre de Trente Ans. Elle oppose la flotte française à un convoi de la flotte espagnole. 

## Contexte
Le 16 mai 1635, le roi de France Louis XIII a déclaré la guerre à l'Espagne. Cette intervention française dans le conflit de la guerre de Trente Ans conduit à la mobilisation de la marine royale, la flotte du Ponant et celle du Levant, qui soutiennent l'avance de l'armée de terre en menant des opérations sur les rivages atlantiques et méditerranéens. Ces opérations consistaient notamment en l'interception de convois et la paralysie des mouvements espagnols tant dans l'Océan Atlantique que dans la Méditerranée.

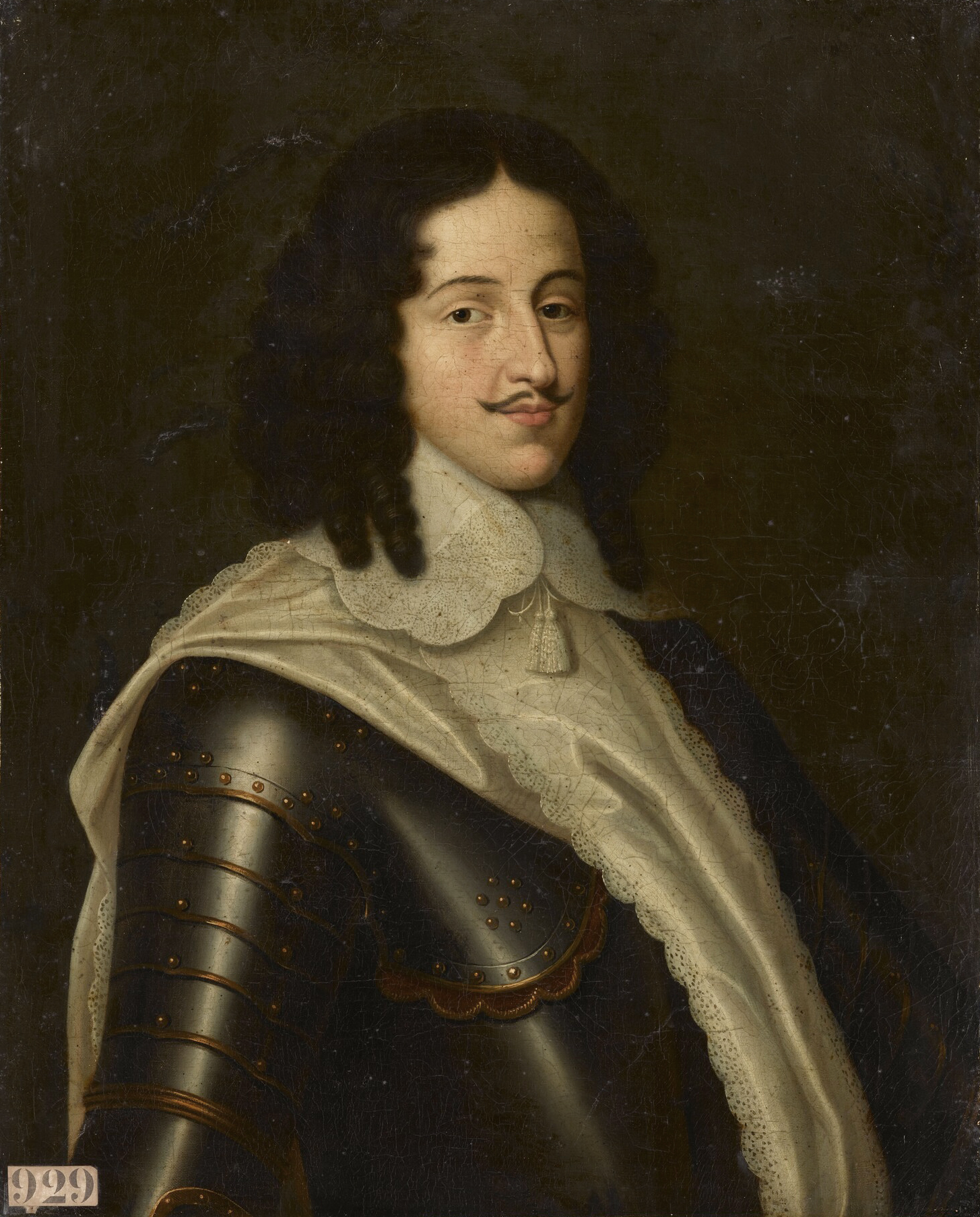
Jean-Armand de Maillé, marquis de Brézé

En 1637, le commandement de la flotte du Ponant fut confiée à Jean Armand de Maillé-Brézé, neveu de Richelieu, qui devint également général des galères en 1639. 
En juillet 1640, la flotte du Ponant, composée de 21 vaisseaux dont 3 frégates ainsi que 9 brûlots,,, avait quitté le port de la Rochelle et pourchassait un navire anglais à dix ou quinze lieues à l'ouest de Cadix. Le 21 juillet 1640, le commandement apprit qu'une flotte espagnole mouillait dans la baie de Cadix, chargée de métaux précieux, et s'apprêtait à faire voile vers la Nouvelle Espagne. Maillé-Brézé décide d'intercepter le convoi,.

## Déroulé
Le 22 juillet 1640, Maillé-Brézé engage sa flotte contre le convoi espagnol commandé par Don Gomez de Sandovale. D'après les estimations, ce convoi était composé de dix galions de quatorze à quinze cents tonneaux, de quatre galions de mille à douze cents tonneaux, et de vingt-deux galions de quatre à huit cents tonneaux, soit un total de 36 galions.
La flotte française domine rapidement le champ de bataille et l'affrontement tourne en sa faveur. La flotte espagnole fut prise à revers et subit les abordages des brûlots de la flotte française. Deux galions espagnols sont entièrement consumés et les hommes de deux autres galions, dont le vaisseau amiral, se jetent à l'eau. La flotte française envoya des chaloupes afin de récupérer les hommes qui se noyaient, parmi lesquels 300 auraient été sauvés. Un autre galion eut toutes ses voiles, manoeuvres, beaupré et mât brûlés. Pendant la bataille, les navires français subirent cependant des dommages, qui furent réparés pendant les instants d'accalmie de la bataille. 
Lorsque la nuit tombe, la flotte espagnole tente de fuir dans la baie de Cadix. Maillé-Brézé décide de la poursuivre mais, dans la baie, il ne dispose plus que de six navires qui sont parvenues à le suivre dans sa course,. La flotte espagnole parvient cependant à s'échapper dans la rade. Maillé-Brézé souhaite l'y poursuivre pour détruire l'entiereté de la flotte mais en est découragé par le commandeur Des Gouttes,.
La flotte espagnole perd 5 navires dans la bataille, représentant entre cinq et six cent milles écus, et plus de 1500 hommes de la flotte espagnole se sont noyés, dont le marquis de Cardeignos, général de l'infanterie de la Nouvelle-Espagne. La flotte française, elle, compte 27 morts et entre 30 et 40 blessés.

## Suites
La bataille de Cadix est une demi-victoire pour la flotte française. Si l'affrontement fut en faveur de celle-ci et la cargaison du convoi réduite, le convoi est parvenu à s'échapper.
Néanmoins, ce demi-succès participe, en ayant affaibli les forces espagnoles, au déclenchement de la révolte du Portugal contre l'Espagne, le 1er décembre 1640.
Si cette bataille, étant située loin des préoccupations principales du royaume, n'a pas fait l'objet de beaucoup de récits, elle influença néanmoins la littérature romanesque qui intégrait le thème de la mer dans sa trame narrative. 